# Vimory
Vimory ist eine französische Gemeinde im Département Loiret in der Region Centre-Val de Loire. Sie gehört zum Arrondissement Montargis und zum Kanton Montargis. Vimory hat eine Fläche von 2.622 Hektar und zählt 1.101 Einwohner (Stand: 1. Januar 2022), die Vimoriens und Vimoriennes genannt werden.

## Geographie
Vimory liegt etwa 58 Kilometer ostnordöstlich von Orléans am Fluss Solin. Der Fluss Puiseaux begrenzt die Gemeinde im Osten. Umgeben wird Vimory von den Nachbargemeinden Villemandeur im Norden, Mormant-sur-Vernisson im Osten, Saint-Hilaire-sur-Puiseaux im Südosten, Oussoy-en-Gâtinais im Süden und Südwesten, Lombreuil im Westen und Südwesten sowie Chevillon-sur-Huillard im Westen und Nordwesten.
Durch die Gemeinde führt die Autoroute A77 und innerhalb des Gemeindegebiets liegt der Flugplatz Montargis-Vimory.

## Geschichte
Am 26. Oktober 1587 trafen hier ein Söldnerheer von Hugenotten, Deutschen und Schweizern auf ein katholisches Heer unter Führung des Herzogs Heinrich von Guise. Der Kampf ging zugunsten Heinrichs aus.

## Bevölkerungsentwicklung
| Jahr                       | 1962 | 1968 | 1975 | 1982 | 1990 | 1999 | 2006 | 2018 |
| Einwohner                  | 675  | 694  | 711  | 788  | 1028 | 1105 | 1077 | 1151 |
| Quellen: Cassini und INSEE |      |      |      |      |      |      |      |      |

## Sehenswürdigkeiten

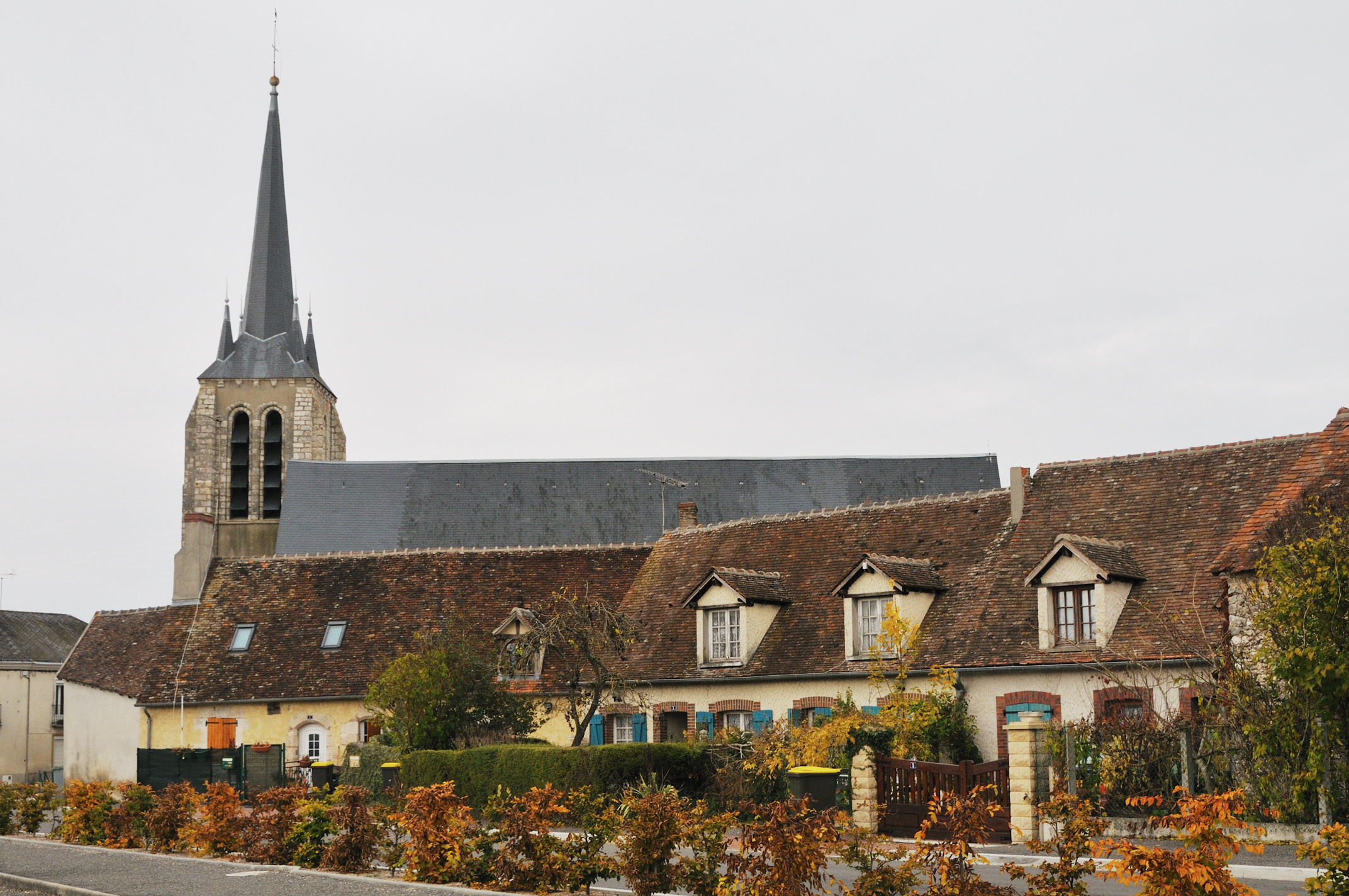
Kirche Saint-Pierre

- Kirche Saint-Pierre aus dem 11. Jahrhundert, Glockenturm seit 1925 als Monument historique eingeschrieben